# Trichina

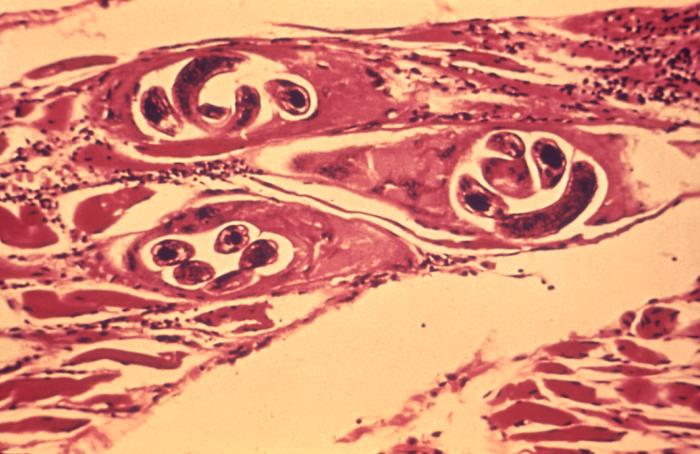
izomzatban lévő betokozódott lárvák mikroszkópos metszetben

A trichina (Trichinella spiralis) élősködő fonálféreg, mely emlősök (és esetleg madarak) bélcsatornájában és izomzatában él. Mivel kizárólag húsevéssel terjed, ezért csak ragadozó, dögevő vagy mindenevő emlősöket fertőz; köztük az embert is.

## Fejlődési ciklusa
A nyers vagy kezeletlen, fertőzött hús elfogyasztása után az esetlegesen bennük lévő izomtrichinella-lárvák befurakodnak a bélnyálkahártyájába, itt vedlenek, és 40 óra múlva elérik teljes fejlettségüket a férgek.
Kifejlett egyede az ún. „béltrichina”, mely alig néhány (3-4mm) milliméter hosszú, és a vékonybélben él. A béltrichinák ivarosan szaporodnak, a nőstények elevenszülők. A fertőződés után 3-5 nappal nagyszámú petét raknak le a bélbolyhokban. A megszülető lárvák kifúrják magukat a vékonybélből, majd a vér- és nyirokereken át az izomzat különböző részeibe sodródnak, ahol betokozódva inaktívvá válnak. A tok kb. 0,5 mm hosszú, 0,2-0,3 mm széles, a benne lévő összecsavarodott lárva kb. 1 mm hosszú.
Az „izomtrichina” nyugalmi állapota (hipobiózisa) akkor szakad félbe, ha a fertőzött állatot elfogyasztja egy újabb gazdaállat.
Gazdának csak azok az állatfajok alkalmasak, melyek legalább részben ragadozók vagy dögevők. A vándorpatkány (Rattus norvegicus) szívesen fogyaszt dögöt, ezért könnyen fertőződhet, a sertés pedig könnyen fertőződhet patkány fogyasztásával. Olykor növényevő háziállatokban, például lóban, marhában is megjelenhet, ha annak takarmányába húslisztet kevertek.

## MásTrichinellafajok
Orvosi és állatorvosi szempontból kevésbé jelentős fajok:
- T. britovi – elterjedt a mérsékelt égövi Eurázsia erdei emlős ragadozóiban (kutyafélék, macskafélék, medvék), olykor patkányt, disznót, embert is fertőzhet. A T. spiralisnál kevésbé jól fertőz patkányt és disznót.
- T. nativa – az északi arktikus és szubarktikus területeken él. Főként ragadozó emlősökből (medvék, rókák, farkasok, menyétfélék) ismert, de igen gyengén fertőz sertést és patkányt. Az izomban betokozódott lárvái különösen jó fagytűrő képességet mutatnak.
- T. nelsoni – elterjedt a trópusi Afrika macskaféle ragadozóiban és hiénáiban, olykor disznóféléket és embert is fertőzhet. A többi fajnál jobban tűri a magas hőmérsékletet.
- T. murrelli – Észak-Amerika erdei emlős ragadozóiból ismert, olykor embert is fertőz.
- T. pseudospiralis – kicsit kisebb, mint a rokon fajok, és nem hoz létre izomban betokozódott lárvákat. Dögevő vagy ragadozó madarakban és emlősökben egyaránt előfordul, olykor embert is fertőz.
- T. papuae – az izomban betokozódott lárvastádium szinten hiányzik, de nem fertőz madarakat. Csak Új-Guineából ismert.

## Trichinellózis
A trichinella okozta megbetegedés.
Az ember leggyakrabban akkor fertőződik, ha nyersen fogyaszt fertőzött sertéshúst. Az okozott betegség, a trichinellózis jellegzetes példája az esetenként embert is fertőző állati betegségeknek, tehát zoonózis. Az emberi trichinellózis hazánkban ritka. Emberben a fertőzés olykor halálos kimenetelű szívizomgyulladáshoz vezethet.
Emberben mindkét alak, tehát a bél-és az izomtrichinella is súlyos tüneteket okoz, kezeletlenül sokszor halálos kimenetelű.
A béltrichinellózis tünetei: láz, hasmenés, hányás, hasi fájdalmak.
Az izomtrichinellózis tünetei: magas láz, izomfájdalmak, nyelési és légzési nehézségek, kötőhártyagyulladás, vizenyős beszűrődések a szemhéjakon és az arcon, bőrkiütés. A halál a kezeletlen fertőződés esetén 2-7 hét múlva áll be a beteg toxikus, teljesen lesoványodott állapotában.